# ستارگان می‌درخشند
ستارگان می‌درخشند فیلمی به کارگردانی و نویسندگی محمدعلی زرندی محصول سال ۱۳۳۹ است.

## خلاصه داستان
دختر خانوادهٔ متمولی شیفتهٔ جوان کارگری می‌شود و می‌خواهد با او ازدواج کند….

## بازیگران
- پوران
- ناصر ملک‌مطیعی
- سهیلا
- حمید قنبری
- رفیع حالتی
- عزت‌الله وثوق
- عبدالله محمدی
- تقی ظهوری
- کلارا